# 伊藤順吉
伊藤 順吉（いとう じゅんきち、1914年（大正3年）3月13日 - 2009年（平成21年）1月9日）は、日本の物理学者。大阪大学名誉教授。専門は原子核物理学、物性物理学。

## 来歴・人物
伊藤竹之助、ときの次男として生まれる。父・竹之助は伊藤忠兵衛 (初代) の長女・ときの婿養子。兄は伊藤英吉。妻は後藤文夫の次女保子。
甲南小学校（9回生）、旧制甲南高等学校を経て、1936年に大阪帝国大学理学部物理学科（一期生）を卒業後、同学科の菊池正士の下につく。高エネルギー電子線を活用する原子核研究を行うため、日本で最初のサイクロトロン建設に携わり、戦時中には同学科教授、1943年春から海軍嘱託として、海軍極超短波レーダーの基礎的部分の研究を山口省太郎（同学科助教授）と共に担当し、菊池グループで重要な役割を果たす。兵器開発に関わったという意識はなかった。1945年12月に米軍によってサイクロトロンが破壊、撤去され、同時に日本における原子核研究実験の禁止命令がGHQから出される。第二次大戦後、原子核物理研究から核物理を物性研究に応用する研究に重点を移す。永宮健夫とともに理学部物理学科から基礎工学部材料工学科に移籍した当時の伊藤研究室の研究の柱は核磁気共鳴吸収とレーザー光による物性研究。
1977年に紫綬褒章を受章。
長男は信州大学名誉教授で分子生物学者の伊藤建夫。

## 著書
- 大阪大学歴代総長餘芳（2004/3 大阪大学出版会）共著

## 論文
- 伊藤順吉, 草鹿履一郎, 桐山良一, 藪本滋「1III5 蓚酸単結晶中の陽子のthree spin system磁気共鳴吸収(磁気吸収の部)」『日本物理学会分科会講演予稿集』1953.III第0号、日本物理学会、1953年、51-52頁、doi:10.11316/jpsgaiyof.1953.III.0_51、NAID 110009726687。
- 藤本稔, 伊藤順吉「1III12 レオナイト単結晶に於ける常磁性共鳴吸収について(磁気吸収の部)」『日本物理学会分科会講演予稿集』1953.III第0号、日本物理学会、1953年、64頁、doi:10.11316/jpsgaiyof.1953.III.0_64_1、NAID 110009726694。
- 伊藤順吉, 山形行雄「14D-3 アンモニウムハライドの核磁気共鳴による研究(磁気吸収)」『日本物理学会年会講演予稿集』第1955.3巻第0号、日本物理学会、1955年、243-247頁、doi:10.11316/jpsgaiyoi.1955.3.0_243、NAID 110009717122。
- 伊藤順吉「8B3 四重極スペクトルのZeeman効果を用いたラヂオ波メーザーの可能性」『日本物理学会春季分科会講演予稿集』第1957.2巻第0号、日本物理学会、1957年、45頁、doi:10.11316/jpsgaiyob.1957.2.0_45、NAID 110002040251。
- 伊藤順吉, 阿部謙治, 赤尾文雄, 東善一, 山本恵一「6p-N-11 強磁性メーバーの研究(2)」『日本物理学会年会講演予稿集』第15.3巻第0号、日本物理学会、1960年、307頁、doi:10.11316/jpsgaiyoi.15.3.0_307、NAID 110002249615。
- 小林俊一, 朝山邦輔, 伊藤順吉「強磁性Co合金のNMR(磁性(内部磁場及び強磁性共鳴))」『秋の分科会予稿集』第1963.1巻第0号、日本物理学会、1963年、73頁、doi:10.11316/jpsgaiyok.1963.1.0_73、NAID 110004575582。
- 伊藤順吉「CoおよびNiの合金の核磁気共鳴」『物性』第5巻第4号、槙書店、1964年4月、178-183頁、ISSN 03664694、NAID 40018477511。
- 久保田観治, 名原明, 伊藤順吉「ラマン物質での光混合の実験 : 量子エレクトロニクス」『日本物理学会年会講演予稿集』第20.3巻第0号、日本物理学会、1965年、290頁、doi:10.11316/jpsgaiyoi.20.3.0_290、NAID 110002261313。
- 紺谷雅昭, 小林俊一, 久保英範, 佐野直克, 伊藤順吉「強磁性合金中の不純物の内部磁場と緩和時間 : 磁性 : 金属合金」『秋の分科会予稿集』第1966.1巻第0号、日本物理学会、1966年、64頁、doi:10.11316/jpsgaiyok.1966.1.0_64_2、NAID 110002034642。
- 伊藤順吉「3p-A-1 核磁気共鳴の回顧と展望」『年会予稿集』第25.3巻第0号、日本物理学会、1970年、165-167頁、doi:10.11316/jpsgaiyoh.25.3.0_165、NAID 110002325369。
- 山下直彦, 天谷喜一, 伊藤順吉「3a-M-9 反強磁性体における磁場による相転移」『年会予稿集』第26.3巻第0号、日本物理学会、1971年、93頁、doi:10.11316/jpsgaiyoh.26.3.0_93_1、NAID 110002538745。
- 佐野直克, 清水健次, 伊藤順吉「4a-P-5 重希土類金属・合金の四重極相互作用」『年会予稿集』第28.3巻第0号、日本物理学会、1973年、140頁、doi:10.11316/jpsgaiyoh.28.3.0_140_2、NAID 110002971549。
- 伊藤順吉「伊藤研究室(基礎工学部,<特集>大阪大学)」『物性研究』第4巻第4号、物性研究刊行会、1965年、243-246頁、ISSN 0525-2997、NAID 110006445260。
- 伊藤順吉「低温センターの使命」『大阪大学低温センターだより』第3号、大阪大学低温センター、1973年7月、1-2頁、ISSN 0387-4419、NAID 120004838732。
- 伊藤順吉「磁気共鳴の夜明け」『日本物理学会誌』第51巻第7号、日本物理学会、1996年、491-494頁、doi:10.11316/butsuri1946.51.7.491、ISSN 0029-0181、NAID 110002068973。